# Karlheinz Langanke
Karlheinz Langanke (* 13. Februar 1951 in Bockum-Hövel) ist ein deutscher theoretischer Kernphysiker.

## Leben
Langanke studierte an der Universität Münster und promovierte dort 1980 über Quasimolekulare Zustände, Rückwärtsanomalie und Isotopen-Effekt in der Kern-Kern-Streuung. Danach war er mit einem Stipendium der Deutschen Forschungsgemeinschaft am Caltech, wo er 1992 Mitglied der Fakultät wurde. 1996 wurde er Professor an der Universität Aarhus. Seit 2005 ist er Professor an der TU Darmstadt. Er leitete bis 2009 die Abteilung Theoretische Kernstruktur und Astrophysik der GSI Darmstadt. Von 2006 bis 2015 war er Forschungsdirektor von GSI. Ab März 2015 war Langanke Wissenschaftlicher Geschäftsführer ad interim des GSI Helmholtzzentrums; Nachfolger wurde zum 1. Januar 2017 Paolo Giubellino.
Er befasst sich theoretisch mit Kernstruktur und Kernreaktionen mit Anwendungen in der nuklearen Astrophysik, zum Beispiel bei den in Supernovae ablaufenden Kernprozessen.
Karlheinz Langanke ist Mitglied zahlreicher nationaler und internationaler Wissenschaftsakademien und -gremien. 2012 erhielt er mit Friedrich-Karl Thielemann den Lise-Meitner-Preis für ihre wesentlichen Beiträge zur Beschreibung von Kernprozessen in der Astrophysik die unser modernes Verständnis der Sternentwicklung, von Supernova-Explosionen und Nukleosynthese verändert haben (Laudatio).

## Ehrungen und Auszeichnungen
- Deutscher Hochschul-Software-Preis 1990
- Gastprofessur der österreichischen Regierung, 1998
- Adjunct Professor an der Universität Aarhus, 2005–2011
- Adjunct Professor an der Michigan State University, seit 2006
- Distinguished Visiting Scientist am Oak Ridge National Laboratory, 2002–2005
- APS Outstanding Referee Award 2008
- Gewähltes Mitglied der Academia Europaea, 2011
- Ehrenmitglied der Hellenic Nuclear Physics Society, 2011
- Lise-Meitner-Preis der Europäischen Physikalischen Gesellschaft 2012
- Benjamin Lee Distinguished Professorship am Asian Pacific Center for Theoretical Physics (APCTP) in Korea, 2015
- Ernennung zum Ehrenmitglied der Europäischen Physikalischen Gesellschaft 2023[4]

## Schriften
- mit Joachim Maruhn, Steven Koonin (Herausgeber): Computational Nuclear Physics. Bd. 1,2, Springer Verlag 1991, 1993 (in Bd. 2 mit G. Blüge, H.-G.Reusch Microscopic description of nuclear collisions)
- mit H. Trautvetter, C. Rolfs: Niederenergetische Kernphysik und fundamentale Probleme der nuklearen Astrophysik. Physikalische Blätter, Bd. 43, 1987, S. 89.
- Das Kernclustermodell- aktuelle Anwendungen einer etablierten Theorie. Physikalische Blätter, Bd. 48, 1992, S. 611.
- mit Claus Rolfs: Die Nukleosynthese in homogenen und inhomogenen Urknallmodellen. Physikalische Blätter, Bd. 49, 1993, S. 31.
- mit Harold Friedrich: Microscopic description of nucleus-nucleus collisions. In Negele, Vogt: Advances in.Nuclear Physics. Bd. 17, 1986, S. 223–363
- The third generation of nuclear physics with the microscopic cluster model, in Negele, Vogt (Hrsg.): Advances in Nuclear Physics. Bd.  21, 1994, S. 85–226
- mit C. Barnes Nucleosynthesis in the big bang and in stars. In Negele, Vogt (Hrsg.): Advances in Nuclear Physics. Bd. 22, 1996, S. 173.
- mit D. J. Dean, Steven Koonin: Shell model Monte Carlo Methods. Physics Reports, Bd. 278, 1997, S. 1, Arxiv (Monte-Carlo-Verfahren im Schalenmodell (Kernphysik)).
- mit Gabriel Martinez-Pinedo: Nuclear weak interaction processes in stars. Reviews of Modern Physics, Bd. 75, 2003, S. 819–862
- mit Aprahamian, Michael Wiescher: Nuclear structure aspects in nuclear astrophysics. Progress in nuclear and particle physics, Bd. 54, 2005, S. 535–613
- mit K. G. Balasi, G. Martinez-Pinedo: Neutrino-nucleus reactions and their role for supernova dynamics and nucleosynthesis, Progr. Nucl. Part. Phys., 2015, Arxiv
- mit H.-Th. Janka, A. Marek, G. Martinez-Pinedo, B. Mueller: Theory of core collapse supernovae, Phys. Reports 442, 2007, S. 38–74, Arxiv
- mit  G. Martinez-Pinedo, J. M. Sampaio, D. J. Dean, W. R. Hix, O. E. B. Messer, A. Mezzacappa, M. Liebendoerfer, H.-Th. Janka, M. Rampp: Electron capture rates on nuclei and implications for stellar core collapse, Phys. Rev. Lett. 90, 2003, 241102, Arxiv
- mit F.-K. Thielemann, F. Brachwitz, C. Freiburghaus, E. Kolbe, G. Martinez-Pinedo, T. Rauscher, F. Rembges, W.R. Hix, M. Liebendoerfer, A. Mezzacappa, K.-L. Kratz, B. Pfeiffer, K. Nomoto, S. Rosswog, H. Schatz, M. Wiescher: Element synthesis in stars, Progress Nucl. Part. Phys., 46, 2001, 5–22, Arxiv
- mit J. M. Sampaio,  G. Martinez-Pinedo, E. Kolbe, D. J. Dean: Electron capture rates for core collapse supernovae, Nucl. Phys. A 718, 2003, 440–442, Arxiv
- Kosmische Alchemie der Elemente. Die ersten 14 Milliarden Jahre, De Gruyter Oldenbourg 2025, doi:10.1515/9783111469737, ISBN 978-3-11-146973-7